# Herb Titus
Pour les articles homonymes, voir Titus.
Herbert W. Titus (né le 17 octobre 1937 à Baker City et mort le 20 juin 2021) est un homme politique américain, membre du Parti de la Constitution. Il en fut le candidat au poste de Vice-président des États-Unis lors de l'élection présidentielle de 1996, il formait un tandem avec Howard Phillips pour la présidence sous l'ancien nom du parti, U.S. Taxpayers Party.